# Markus Kuhn (Medienwissenschaftler)
Markus Kuhn (* 14. Dezember 1972) ist ein deutscher Medienwissenschaftler.

## Leben
Er studierte Germanistik, Medienkultur, Kunstgeschichte und Publizistik an den Universitäten Göttingen und Hamburg (Magisterarbeit zum Thema „Erzählsituationen in Literatur und Film. Der Roman Berlin Alexanderplatz und seine filmischen Adaptionen“) und arbeitete als freier Journalist für verschiedene Print- und Onlinemedien. Von 2006 bis 2008 war er Lehrbeauftragter am Institut für Medien und Kommunikation der Universität Hamburg. Von 2008 bis 2009 war er wissenschaftlicher Mitarbeiter (Postdoc) und Leiter der Doktorandengruppe „Die Textualität des Films“ an der Universität Bremen. Von 2010 bis 2015 lehrte er als Juniorprofessor für Medienwissenschaft am Institut für Medien und Kommunikation der Universität Hamburg mit den Schwerpunkten Medienanalyse und Medientheorie. Von 2015 bis 2017 war er Associate Professor in Media Studies am Department for the Study of Culture der Syddansk Universitet. Seit 2017 ist er Professor für Medienwissenschaft am Institut für Neuere Deutsche Literatur und Medien der Christian-Albrechts-Universität zu Kiel.
Seine Forschungsschwerpunkte sind Filmnarratologie, Webserien, Filmanalyse, Mediennarratologie, Audiovision in den digitalen Medien, Erzählen im Internet, Transmedia Storytelling, Filmgenres und Genretheorie, biographischer Spielfilm, Faktualität/Fiktionalität und Comic und Animationsfilm.

## Schriften (Auswahl)
- Filmnarratologie. Ein erzähltheoretisches Analysemodell. Berlin 2013, ISBN 3-11-030727-8.
- als Herausgeber mit Nicola Valeska Weber und Irina Scheidgen: Filmwissenschaftliche Genreanalyse. Eine Einführung. Berlin 2013, ISBN 3-11-029698-5.
- als Herausgeber mit Franziska Bruckner, Erwin Feyersinger und Maike Sarah Reinerth: In Bewegung setzen.... Beiträge zur deutschsprachigen Animationsforschung. Wiesbaden 2017, ISBN 3-658-13017-2.